# Michel Aflaq
Michel ʿAflaq (in arabo  ميشيل عفلق‎?, Mīšīl ʿAflaq, talora trascritto ʿAflak; Damasco, 9 gennaio 1910 – Parigi, 23 giugno 1989) è stato un politico siriano. Fu il fondatore del partito Baʿth che rappresentò nel secondo dopoguerra una delle forme più diffuse e organizzate del nazionalismo arabo.

## Biografia
ʿAflaq nacque a Damasco da una famiglia di religione cristiana ortodossa appartenente alla classe media. Brillante studente presso alcune scuole occidentali nella Siria occupata dai francesi, frequentò poi la Sorbona a Parigi. In Europa ʿAflaq sviluppò le sue idee basate sulla commistione tra socialismo e panarabismo. Sostenitore dell'unità araba, si proclamò a favore della liberazione del Vicino Oriente arabo dal colonialismo europeo. Rientrato in patria, lavorò come insegnante e cominciò a frequentare alcuni circoli politici.
Nel settembre 1940, dopo il crollo della Francia di fronte all'avanzata delle truppe naziste, Michel ʿAflaq e Salāh al-Dīn al-Bītār crearono il primo nucleo di quello che sarebbe poi diventato il partito Ba'th. La prima conferenza del Baʿth (nome completo: "Partito Arabo Socialista della Resurrezione) si tenne nel 1947. Nel 1949 ʿAflaq fu per un breve periodo ministro dell'istruzione siriana. Nel 1952 lasciò la Siria in fuga dal regime, per ritornarvi nel 1954. Nel 1958 giocò un ruolo importante nel tentativo di unire la Siria e l'Egitto.
Pur essendo il fondatore dell'ideologia del partito, ʿAflaq ebbe pochi legami con le forze ba'thiste che presero il potere in Siria nel 1963. Costretto a causa dei contrasti con il governo a lasciare la Siria, ʿAflaq si trasferì in Iraq, dove un altro partito ba'thista aveva preso il potere. Sebbene anche questo partito non riuscisse a realizzare la maggior parte degli insegnamenti di ʿAflaq, la sua presenza permise al ba'thista Saddam Hussein di sostenere che fosse l'Iraq e non la Siria il paese dove gli ideali del Baʿth avevano trovato la migliore e più fedele realizzazione. In Iraq ʿAflaq divenne capo del partito, anche se le sue critiche al regime rimasero pressoché ignorate.
Nei suoi scritti ʿAflaq si pronuncia a favore della libertà di parola e della difesa dei diritti umani, oltre a proclamare la necessità di aiutare le classi meno abbienti. In realtà, questi ideali non furono mai messi in pratica dai regimi che dicevano di ispirarsi agli insegnamenti di ʿAflaq. Molti infatti ritengono che il regime siriano di Hāfiz al-Asad e quello iracheno di Saddam Hussein abbiano sfruttato il prestigio di cui godevano gli ideali propugnati dal Baˁth per giustificare la loro dittatura. John Devlin, nel suo The Baath Party: Rise and Metamorphosis, sottolinea come i partiti diventassero presto preda di gruppi minoritari che dominarono le società in cui vivevano.
In occasione della sua morte nel 1989 venne celebrata una cerimonia molto solenne. Il governo iracheno sostenne che in punto di morte ʿAflaq si fosse convertito all'Islam, anche se i più dubitano di questa notizia poiché ʿAflaq fu sempre un fervente cristiano. Alcuni (soprattutto gli estremisti islamici che desiderano screditare il partito Baʿth) sostengono addirittura che la madre di ʿAflaq fosse ebrea. La sua tomba, progettata da Chadagee, si trova nel cimitero di Baghdad.
In occasione dell'invasione statunitense dell'Iraq nel 2003, le forze militari progettarono la distruzione della tomba come parte del piano di "de-ba'thificazione" del Paese. Tuttavia, questo proposito scatenò forti critiche in tutto il mondo arabo, persino tra gli esuli iracheni che avevano appoggiato l'invasione, riflettendo così il grande rispetto che tutti gli Arabi nutrono ancora per ʿAflaq e la diffusa convinzione che la prima vittima delle dittature siriana ed irachena fosse stato anzi proprio il Partito Baʿth, i cui quadri furono spietatamente e progressivamente eliminati per sostituirli con giovani leve senza alcuna esperienza e cresciuti nel rigido culto della personalità dei rispettivi dittatori.